# Tachina vernalis
Tachina vernalis är en tvåvingeart som först beskrevs av Robineau-desvoidy 1830.  Tachina vernalis ingår i släktet Tachina och familjen parasitflugor. Inga underarter finns listade i Catalogue of Life.